# سمك الحفش الشاحب
سمك الحفش الشاحب (باللاتينية: Scaphirhynchusalbus) (بالإنجليزية: Pallid sturgeon) هي أسماك من الأنواع المهددة بالانقراض تتبع صف شعاعيات الزعانف. موطنها الرئيسي نهر ميزوري واسفل نهر المسيسيبي في الولايات المتحدة.